# Загривий Володимир Іванович
Володимир Іванович Загривий (нар. 1 серпня 1950, село Ужачин, тепер Звягельського району Житомирської області) — український діяч, міський голова Новограда-Волинського (тепер Звягель), 1-й заступник голови Житомирської обласної державної адміністрації, виконувач обов'язків голови Житомирської обласної державної адміністрації (2006 р.). Кандидат педагогічних наук.

## Життєпис
У 1969 році закінчив Житомирський автомобільно-шляховий технікум. Трудову діяльність розпочав у 1969 році техніком-механіком у колгоспі імені Жданова села Велика Горбаша Новоград-Волинського району Житомирської області.
У 1969—1971 роках — служба в Радянській армії.
У 1972—1975 роках — інструктор, завідувач організаційного відділу Новоград-Волинського міського комітету ЛКСМУ Житомирської області. Член КПРС.
У 1977—1978 роках — економіст колгоспу «Дружба» села Федорівки Новоград-Волинського району Житомирської області; голова профкому колгоспу «Україна» села Кикова Новоград-Волинського району Житомирської області.
У 1978 році закінчив Житомирський сільськогосподарський інститут. Здобув спеціальність економіста-організатора сільськогосподарського виробництва.
У 1978—1990 роках — інструктор, завідувач сільськогосподарського відділу, завідувач організаційного відділу Новоград-Волинського міського комітету КПУ Житомирської області.
У березні — травні 1990 року — голова Новоград-Волинської районної ради народних депутатів Житомирської області.
У 1990—1991 роках — 2-й секретар, 1-й секретар Новоград-Волинського міського комітету КПУ Житомирської області.
У 1992 році закінчив Інститут політології і соціального управління (колишню Київську Вищу партійну школу при ЦК КПУ). Здобув спеціальність політолога, викладача соціально-політичних дисциплін.
У квітні — травні 1992 року — виконавчий директор представництва малого підприємства «Орбіта» у місті Новограді-Волинському.
У травні 1992 — грудні 1993 року — голова Новоград-Волинської районної ради народних депутатів Житомирської області.
У грудні 1993 — липні 1994 року — головний керуючий агентства «Торговий дім „Євро-Альфа-Житомир“» у місті Житомирі.
У липні 1994—1999 роках — голова Новоград-Волинської міської ради народних депутатів, Новоград-Волинський міський голова Житомирської області.
У 1999—2004 роках — 1-й секретар, віце-консул Посольства України в Російській Федерації.
У березні 2005 — 2010 року — 1-й заступник голови Житомирської обласної державної адміністрації.
3 травня — 16 червня 2006 і 12 грудня — 26 грудня 2006 року — виконувач обов'язків голови Житомирської обласної державної адміністрації.
У листопаді 2010 — листопаді 2015 року — Новоград-Волинський міський голова Житомирської області.

## Нагороди та відзнаки
- орден «За заслуги» ІІІ ступеня (.09.1997)[1]
- орден «За заслуги» ІІ ступеня[2]
- Відмінник народної освіти (1998)
- почесний громадянин міста Новограда-Волинського